# Hamptjärnen (Umeå socken, Västerbotten, 711802-170194)
Hamptjärnen är en sjö i Umeå kommun i Västerbotten och ingår i Umeälvens huvudavrinningsområde.